# 8,8 cm Flak 16
El 8.8 cm Flak 16 fue un cañón antiaéreo de 88 mm alemán utilizado durante la Primera Guerra Mundial, caracterizado por ser el precursor de la famosa serie de cañones antiaéreos y antitanques Flak de 8,8 cm de la Segunda Guerra Mundial. Su nombre contemporáneo fue 8,8cm K.Zugflak L/45.

## Desarrollo
Al comienzo de la Primera Guerra Mundial, los cañones de artillería antiaérea en uso eran principalmente adaptaciones de piezas de artillería de mediano calibre preexistentes, reemplazando sus afustes por otros que permitiesen alcanzar mayores ángulos de elevación. Para 1915, el comando militar alemán concluyó que esta artillería modificada era inútil contra aeronaves enemigas, incluso contra balones de observación y aviones volando a baja altitud. Con la mejora de las capacidades de vuelo de las aeronaves, muchos ejércitos comenzaron a desarrollar artillería dedicada al rol antiaéreo con una alta velocidad de salida, permitiendo alcanzar una mayor altitud. La primera arma antiaérea alemana fue el Flak 16, introducido en 1917, utilizando el calibre 88 mm, en ese entonces bastante común en la armada alemana.